# رونالد لیسی
رونالد لیسی (انگلیسی: Ronald Lacey; ۲۸ سپتامبر ۱۹۳۵ – ۱۵ مهٔ ۱۹۹۱) هنرپیشه اهل بریتانیا بود. وی بین سال‌های ۱۹۶۰ تا ۱۹۹۱ میلادی فعالیت می‌کرد.
از فیلم‌هایی که وی در آن نقش داشته‌است می‌توان به مهاجمان صندوق گمشده، ایندیانا جونز و آخرین جنگ صلیبی، چارلستون، خون‌آشام‌کشان نترس، سونیای سرخ، سگ باسکرویل، فایرفاکس، صحرای بزرگ آفریقا، بیانیه، گوشت و خون، والمونت، شمشیر شجاعت، هلیم و استالینگراد اشاره کرد.